# Die Tauben von San Marco
Die Tauben von San Marco ist eine Polka-française von Johann Strauss Sohn (op. 414). Das Werk wurde am 3. Februar 1884 im Wiener Volksgarten erstmals aufgeführt.